# Nathan Followill
Nathan Followill, född 26 juni 1979, är en amerikansk trummis och sångare i Kings of Leon.